# Gran Premi d'Espanya de Motocròs 250cc 1972
L'edició de 1972 del Gran Premi d'Espanya de Motocròs 250cc fou l'11a d'aquesta prova. Organitzat per la Penya Motorista 10 x Hora, el Gran Premi era la primera prova del Campionat del Món d'aquell any i tingué lloc el cap de setmana del 8 i 9 d'abril al Circuit del Vallès, en terrenys de l'antiga Mancomunitat Sabadell-Terrassa (actualment dins el terme municipal de Terrassa). Hi participaren 39 pilots de 14 països diferents (tres dels quals catalans).
El mal temps i la pluja varen convertir el circuit en un espès fangar on gairebé no s'hi podia circular, fet que causà nombrosos abandonaments de pilots, fins al punt que només se n'acabaren classificant set.

## Curses

### Primera mànega
| Posició | Pilot            | Motocicleta |
| ------- | ---------------- | ----------- |
| 1       | Joël Robert      | Suzuki      |
| 2       | Sylvain Geboers  | Suzuki      |
| 3       | Guennady Moiseev | ČZ          |
| 4       | Gaston Rahier    | Husqvarna   |
| 5       | Alexej Kibirin   | CZ          |
| 6       | Kalevi Vehkonen  | Montesa     |
| 7       | Vladimir Kavinov | CZ          |
| 8       | Jorge Capapey    | Bultaco     |
| 9       | Olle Pettersson  | Kawasaki    |
| 10      | Jimmy AIrd       | Husqvarna   |

### Segona mànega
| Posició | Pilot            | Motocicleta |
| ------- | ---------------- | ----------- |
| 1       | Sylvain Geboers  | Suzuki      |
| 2       | Uno Palm         | Husqvarna   |
| 3       | Alexej Kibirin   | ČZ          |
| 4       | Gaston Rahier    | Husqvarna   |
| 5       | Walter Karlberer | Husqvarna   |
| 6       | Marcel Wiertz    | Bultaco     |
| 7       | Erling Klinke    | CZ          |
| 8       | Ole Ottosen      | Husqvarna   |

## Classificació final
| Posició | Pilot           | Motocicleta | Punts |
| ------- | --------------- | ----------- | ----- |
| 1       | Sylvain Geboers | Suzuki      | 3     |
| 2       | Alexej Kibirin  | ČZ          | 8     |
| 3       | Gaston Rahier   | Husqvarna   | 8     |
| 4       | Uno Palm        | Husqvarna   | 14    |
| 5       | Marcel Wiertz   | Bultaco     | -     |
| 6       | Erling Klinke   | CZ          | -     |
| 7       | Ole Ottosen     | Husqvarna   | -     |